# Permian
| Perioada Permian Acum 298.9–252.2 milioane de ani PreЄ Є O S D C P T J K Pg N                                               | |
| Harta lumii așa cum apărea în timpul Permianului târziu (acum 255 milioane de ani) și în Triasic (acum 200 milioane de ani) | |
| Conținut mediu de O2 atmosferic pe durata perioadei                                                                         | c. 23 vol % (115 % din nivelul modern)                                                                                                 |
| Conținut mediu de CO2 atmosferic pe durata perioadei                                                                        | c. 900 ppm (3 ori nivelul preindustrial)                                                                                               |
| Temperatura medie a suprafeței pe durata perioadei                                                                          | c. 16 °C (2 °C deasupra nivelului modern)                                                                                              |
| Nivelul mării (peste cel actual)                                                                                            | Relativ constant la 60 m în Permianul timpuriu; scade în timpul Permianului mijlociu până la o constantă de -20 m în Permianul târziu. |

Permianul este o perioadă geologică a erei paleozoice, care a început cu 298,9 ± 0,15 milioane de ani în urmă și s-a terminat acum 252,17 ± 0,06 milioane de ani. A fost precedată de carbonifer și succedată de triasic, prima perioadă a erei mezozoice. La limita dintre permian și triasic, a avut loc cea mai importantă extincție în masă din evoluția vieții pe Pământ.

## Denumire
Numele de „permian” provine de la fosta gubernie Perm a Imperiului Rus, situată la poalele Uralilor. Acolo și-a desfășurat cercetările geologul scoțian Roderick Murchison, care a utilizat pentru prima dată denumirea de „sistem permian” în 1841, pentru a descrie straturile din regiune suprapuse celor din carbonifer. După scurt timp, acestea au fost corelate și echivalate cu stratele descrise în Marea Britanie ca New Red Sandstone și Magnesian Limestone, iar în Germania ca Rotliegend și Zechstein.
Și alte denumiri date unor subdiviziuni ale perioadei permiene (mai ales ale permianului inferior) sunt legate de aceeași zonă geografică mai largă din partea europeană a Rusiei și Kazahstanului: cisuralian (regiunea de „dincoace de Urali”, la vest de șirul muntos), asselian, sakmarian, artinskian, kungurian.
În limba română, cuvântul „permian” (pronunțat: per-mi-an), folosit și ca adjectiv, este un împrumut recent din limba franceză (<permien).

## Delimitare
Baza sistemului (care coincide cu aceea a seriei cisuralian și a etajului asselian) este definită ca primul strat în care apare specia de conodonte Streptognathodus isolatus. Limita superioară a sistemului (care coincide cu aceea a seriei lopingian și a etajului changhsingian) este definită de prima apariție a speciei de conodonte Hindeodus parvus și sfârșitul anomaliei negative a izotopului de carbon 13C, după vârful care corespunde extincției în masă de la limita permian-triasic.
Punctul stratotipic mondial (GSSP = Global Stratotype Section and Point) al permianului este plasat în valea râului Aidaralash, de la sudul munților Urali, în provincia Aktobe din vestul Kazahstanului (50°14′45″N 57°53′29″E / 50.24583°N 57.89139°E).

## Subdiviziuni
| Sistem/ Perioadă | Serie/ Epocă       | Etaj/ Vârstă  | Datare absolută* |
| --- | ------------------ | ------------- | ---------------- |
| Triasic | Inferior/ Timpuriu | Induan        | mai recent       |
| Permian | Lopingian          | Changhsingian | 252,2–254,1      |
| Permian | Lopingian          | Wuchiapingian | 254,1–259,8      |
| Permian | Guadalupian        | Capitanian    | 259,8–265,1      |
| Permian | Guadalupian        | Wordian       | 265,1–268,8      |
| Permian | Guadalupian        | Roadian       | 268,8–272,3      |
| Permian | Cisuralian         | Kungurian     | 272,3–283,5      |
| Permian | Cisuralian         | Artinskian    | 283,5–290,1      |
| Permian | Cisuralian         | Sakmarian     | 290,1–295,0      |
| Permian | Cisuralian         | Asselian      | 295,0–298,9      |
| Carbonifer | Pennsylvanian      | Gzhelian      | mai vechi        |
| *milioane de ani în urmă |                    |               |                  |
| Subdiviziunile sistemului permian conform Comisiei Internaționale de Stratigrafie (ICS) (International Chronostratigraphic Chart 2015). |                    |               |                  |

La fel ca în cazul multor perioade geologice vechi, stratele de referință sunt bine cunoscute, dar datarea lor exactă este supusă unor variații de câteva milioane de ani, în funcție de autori. Comisia Internațională de Stratigrafie împarte perioada permiană în trei serii (sau epoci): cisuralian (298,9 ± 0,15 până la 272,3 ± 0,5 milioane de ani în urmă), guadalupian (272,3 ± 0,5 până la 259,8 ± 0,4 mil. de ani în urmă) și lopingian (259,8 ± 0,4 până la 252,17 ± 0,06 mil. de ani în urmă). Conform International Chronostratigraphic Chart 2015, subdiviziunile acestora (etaje sau vârste) și cronologiile corespunzătoare sunt:
- Cisuralian (permian timpuriu sau inferior):
  - Asselian (298,9 ± 0,15 – 295,0 ± 0,18 mil. de ani în urmă)
  - Sakmarian (295,0 ± 0,18 – 290,1 ± 0,26 mil. de ani în urmă)
  - Artinskian (290,1 ± 0,26 – 283,5 ± 0,6 mil. de ani în urmă)
  - Kungurian (283,5 ± 0,6 – 272,3 ± 0,5 mil. de ani în urmă)
- Guadalupian (permian mijlociu):
  - Roadian (272,3 ± 0,5 – 268,8 ± 0,5 mil. de ani în urmă)
  - Wordian (268,8 ± 0,5 – 265,1 ± 0,4 mil. de ani în urmă)
  - Capitanian (265,1 ± 0,4 – 259,8 ± 0,4 mil. de ani în urmă)
- Lopingian (permian târziu sau superior):
  - Wuchiapingian (259,8 ± 0,4 – 254,14 ± 0,07 mil. de ani în urmă)
  - Changhsingian (254,14 ± 0,07 – 252,17 ± 0,06 mil. de ani în urmă)

### Particularități locale
Pentru zonele de nord și centrale ale Europei, mai ales în literatura mai veche, este folosită și o altă diviziune a permianului, în două părți, numite seriile „Rotliegend” (302 până la 258 milioane de ani în urmă) și „Zechstein” (258 până la 251 milioane de ani în urmă). În acest caz, perioada permiană este denumită Dyas, prin analogie cu Trias (Triasic), care cuprinde trei subdiviziuni.

## Condițiile paleogeografice ale perioadei permiene

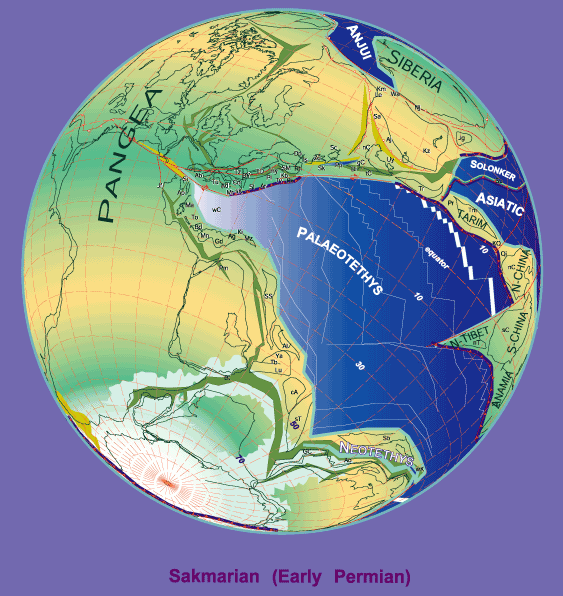
Pământul în epoca permianului inferior (Sakmarian, acum 290–295 milioane de ani)

### Oceanele și uscatul
Nivelul mării în permian era destul de scăzut. Toate continentele erau unite într-o masă de pământ uriașă numită Pangaea. Totuși, adâncimea coastelor era destul de mare, ceea ce probabil a dus la dispariția multor specii marine.
Toate masele majore de pământ erau unite într-un supercontinent denumit Pangaea, cu excepția unor porțiuni din Asia de Est. Deoarece Pangaea era atât de întinsă, condițiile climatice variau foarte mult. Încă din carbonifer, în sud se crease o calotă glaciară, însă la tropice și spre nord continentul era dominat de călduri ce au provocat un fenomen de deșertificare. Acest fenomen era cauzat de lipsa umidității, continentul fiind atât de larg, curenții marinii nu ajungeau decât pe coastele sale, precipitațiile fiind astfel reduse.

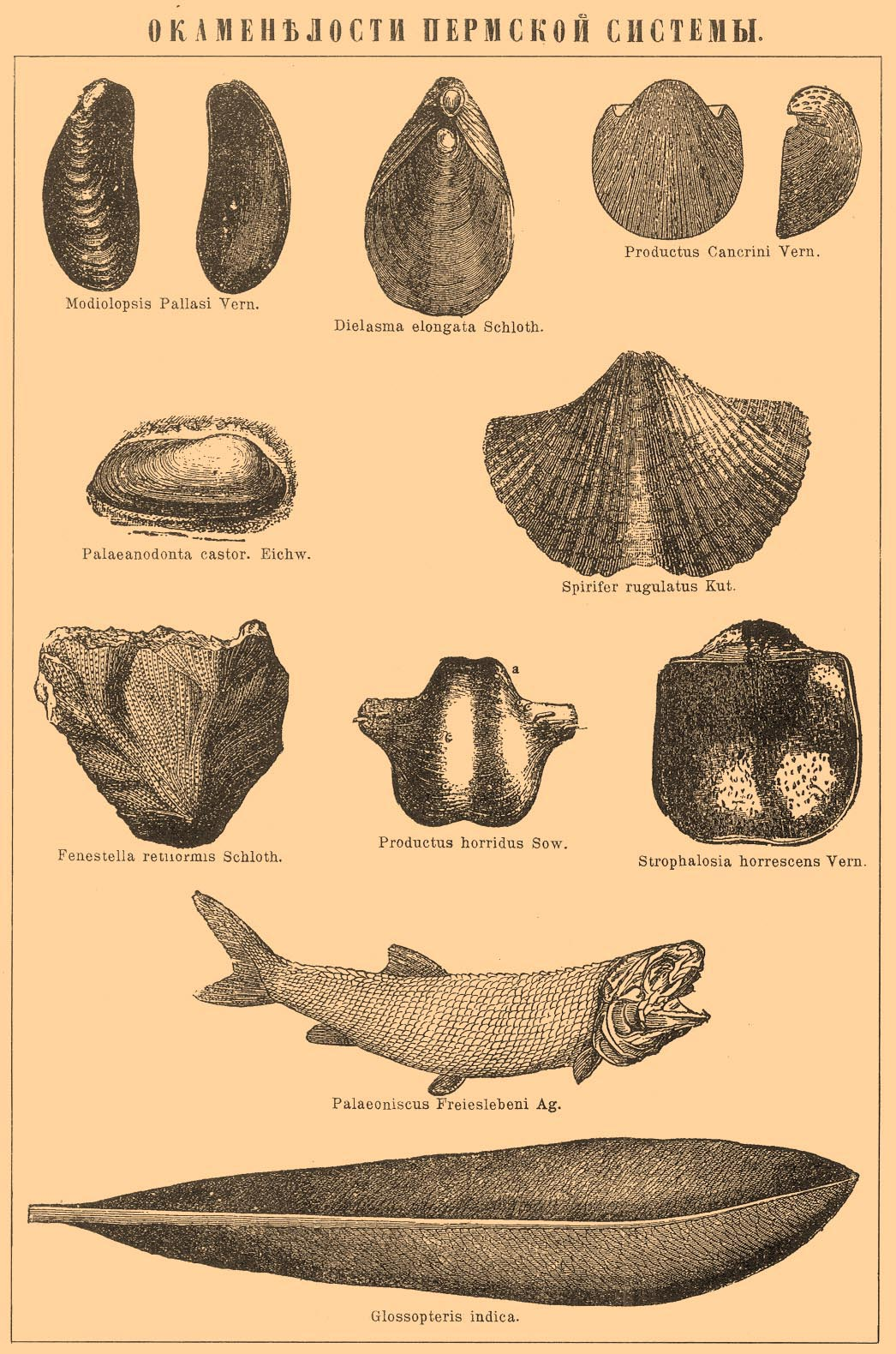
Fosile din permian
(Planșă în limba rusă)

### Animalele și plantele
În aceste condiții neprielnice, plantele hidrofile din carbonifer au început să dispară, fiind înlocuite de gimnosperme, plante cu semințe ce se puteau înmulți mai bine decât ferigile cu spori.
Apar insecte noi, cum ar fi coleopterele (gândacii) și dipterele (muștele).
Fauna terestră a permianului inferior era dominată de pelicozauri și amfibieni. Către mijlocul său, permianul era dominat de terapside, urmașii pelicozaurilor și primii strămoși ai mamiferelor, iar către sfârșitul erei, fauna terestră era dominată de gorgonopside și dicynodonte, urmași ai terapsidelor.

### Extincția de la sfârșitul permianului și începutul triasicului
Permianul s-a încheiat cu cea mai mare extincție din istoria Pământului. 95% din animalele marine, precum și 70% din cele terestre, au dispărut.
Cauzele nu se știu exact, dar există mai multe versiuni. Erupții uriașe din nordul Pangeei au aruncat în aer praf și cenușă, formând nori groși, împiedicând astfel lumina soarelui să pătrundă. Dispariția habitatelor de coastă pot să fi contribuit și ele la această extincție. S-a descoperit și un crater de 500 km în diametru în Antartica, apărând și ipoteza prăbușirii unui meteorit. Chiar și trilobiții, ce au trăit în cambrian au dispărut.